# Tử thư (Tây Tạng)
Tử thư (zh. 死書, bo. bardo thodol བར་དོ་ཐོས་གྲོལ་, nguyên nghĩa là "Giải thoát qua âm thanh trong Trung hữu", en. liberation through hearing in the Bardo) là một tàng lục (bo. gter ma གཏེར་མ་), được xem là tác phẩm của Đại sư Liên Hoa Sinh (sa. padmasambhava), gồm những lời khai thị cho người sắp chết (Tử). Tử thư được tìm thấy khoảng thế kỉ thứ 14.
Giai đoạn của cái chết được chia làm ba phần, liên hệ chặt chẽ với Tam thân Phật:
1. Trong giai đoạn đầu ngay sau khi chết, Pháp thân (sa. dharmakāya) xuất hiện dưới dạng Tịnh quang (sa. ābhāsvara), ánh sáng rực rỡ;
2. Trong giai đoạn hai, Báo thân (cũng gọi là Thụ dụng thân, sa. saṃbhogakāya) xuất hiện dưới dạng Ngũ Như Lai hay Phật gia (sa. buddhakula), gồm hình dáng các vị Phật với những màu sắc khác nhau;
3. Trong giai đoạn ba, Ứng thân (sa. nirmāṇakāya) xuất hiện dưới dạng sáu đường tái sinh (Lục đạo) của Dục giới (Vòng sinh tử, sa. bhavacakra).

Trong cả ba giai đoạn đó, thần thức của người chết có thể đạt giải thoát bằng cách lắng nghe lời khai thị để nhận ra tất cả là do tâm thức mình đang chiếu hiện mà nhờ vậy đạt Niết-bàn.
Giáo pháp Tử thư cũng được tìm thấy trong Na-lạc lục pháp (bo. nāro chodrug ནཱ་རོ་ཆོས་དྲུག་), Đại cứu cánh (bo. dzogchen རྫོགས་ཆེན་) và cả trong Bôn giáo của Tây Tạng. Ban đầu, đây là một phép tu (thành tựu pháp, sa. sādhana) dành cho hành giả quán cảnh tượng cái chết, một phương pháp tu của Mật tông. Dần dần theo thời gian, Tử thư trở thành nội dung khai thị trong lễ cầu siêu cho người chết. Dựa trên Tử thư, lễ này chia làm nhiều giai đoạn, từ lúc miêu tả cảnh tượng lúc chết, đến lúc xuất hiện các ánh sáng, phương thức chủ động lựa chọn nơi chốn đầu thai.
Quá trình chết được Tử thư miêu tả như một giai đoạn dần dần rủ bỏ thân Tứ đại, các uẩn (Ngũ uẩn) dần dần hoại diệt. Khi cái chết vừa đến, thế giới ngoại quan vừa tan rã thì thể tính sâu kín nhất của tâm liền xuất hiện dưới dạng ánh sáng rực rỡ, được gọi là Cực quang (sa. ābhāsvara), hoặc Tịnh quang. Nếu người chết không tự nhận biết thời điểm để tự "đồng hoá" với ánh sáng này đạt giải thoát thì sẽ "bất tỉnh ba bốn ngày" và sau đó tỉnh dậy với một thân được hình thành bằng ý thức—Thức thân (sa. manokāya)—thân này sẽ là chủ thể cảm nhận các kinh nghiệm tiếp theo.
Trong 14 ngày sau đó—khoảng thời gian được gọi là Pháp tính trung hữu (sa. dharmatāntarābhava)—chủ thể đó sẽ thấy hiện ra Ngũ Phật và quyến thuộc (Phật gia), chứng kiến sự xuất hiện của 42 Thần thể dưới dạng tịch tĩnh (sa. śānta) và 58 vị dưới dạng phẫn nộ (sa. krodha). Các Thần thể này xuất hiện trong phạm vi của một Mạn-đồ-la và người ta có thể miêu tả chính xác chư vị trong Tử thư được là vì sử dụng một Thành tựu pháp (sa. sādhana) với khả năng bao hàm, soi rọi tất cả những cảm xúc, tâm trạng của một cá nhân. Khía cạnh tính Không—tính trống rỗng của chư pháp—được biểu hiện qua các Thần thể dưới dạng tịch tịnh, khía cạnh sáng rõ được biểu hiện qua các vị phẫn nộ. Tử thư khai thị người chết rằng những hình ảnh không có thật chất—chúng chỉ là phản ánh, là những trình hiện của chính tâm thức.
Nếu thần thức cũng không trực chứng được điều này, thân trung hữu chuyển qua một giai đoạn khác kéo dài 28 ngày—được gọi là Trung hữu của sự trưởng thành và tái sinh (sa. bhavāntarābhava). Trong 21 ngày đầu, trung hữu sẽ sống lại các Nghiệp mình đã tạo ra, 7 ngày sau là giai đoạn thần thức tìm một nơi tái sinh.

## Nội dung
Tử Thư Tây Tạng (Tibetan Book of the Dead) hay nguyên tác Bardo Thodol Chenmo là một cuốn sách đặc biệt đề cập đến các cảnh giới bên kia cửa tử. Ngay từ khi được giáo sư W.Y.Evens Wentz phiên dịch ra Anh ngữ vào năm 1924, nó đã gây ra nhiều cuộc bàn cãi sôi nổi. Danh từ "Tử Thư" (Book of the Dead) thực ra dịch không được đúng vì giáo sư Evans Wentz đã căn cứ trên một cuốn sách nổi tiếng của Ai Cập, cũng đề cập đến một cảnh giới bên kia cửa tử, gọi là Tử Thư Ai Cập (Egyptian Book of the Dead). Danh từ "Tử Thư" khiến nhiều người hiểu lầm, cho rằng đó là sách dành cho người chết hoặc để dùng trong các nghi lễ chôn cất người chết. Thật ra nội dung cả hai cuốn sách nói trên rất phong phú, chứa đựng nhiều tinh hoa huyền môn, dùng cho người sống cũng như người chết.
Nguyên tác Bardo Thodol Chenmo có tạm dịch là "Sự giải thoát khi được học hỏi (hay nghe nói) về mật pháp Bardo". Nhiều người đã dịch danh từ Bardo là cõi chết, cõi trung giới, hay cảnh giới của Thân Trung Ấm, nhưng thật ra nó còn có một ý nghĩa rộng hơn là "sự chuyển tiếp" (transition). Danh từ "chuyển tiếp" hàm ý một giai đoạn ở giữa sự di chuyển từ giai đoạn này qua một giai đoạn khác hay từ trạng thái này qua một trạng thái khác. Tử Thư Tây Tạng là một cuốn sách thuộc về giáo lý mật truyền nên rất khó hiểu, khó giải thích, và đã gây nhiều cuộc bàn cãi sôi nổi trong giới học giả. Dĩ nhiên người ta không thể hiểu nó nếu không nắm vững được căn bản của Mật Tông. Người ta cũng khó có thể áp dụng các phương pháp trong đó nếu không được sự chỉ dẫn khẩu truyền của các danh sư Tây Tạng chuyên tham cứu về pháp môn này. Trong loạt bài khảo luận ngắn này, người viết không có ý mong cầu có thể giải thích được sự vi diệu của cuốn sách trên, nhưng chỉ muốn trình bày một vài khía cạnh đặc biệt của cuốn sách dưới cái nhìn của khoa học và Phật học.
Hầu hết các nhà nghiên cứu đều cho rằng Tử Thư Tây Tạng là sách hướng dẫn người ta sắp lìa đời hoặc người đã chết vì nội dung cuốn sách đề cập rất kỹ đến các quy tắc cúng lễ, cầu siêu hay hướng dẫn cho người đang hấp hối. Tuy nhiên, đức Đạt Lai Lạt Ma lại gọi nó là Sinh Thư (Book of the Living) thay vì Tử Thư. Ngài nhấn mạnh: "Đạo Phật là đạo dành cho người sống chứ không phải người chết". Ngài đã giảng: "Trọn bộ Tử Thư có thể thâu gồm vào một ý chính như sau: Người nào biết sống một cách tỉnh thức thì sẽ chết tỉnh thức, và một khi đã tỉnh thức thì họ có thể chuyển thần thức, tránh được sự lôi kéo của nghiệp và thoát khỏi sinh tử luân hồi. Đa số con người vì bị vô minh che phủ nên không biết cách sống cho đúng với ý nghĩa của sự sống, thường thường nếu không hoài niệm về quá khứ thì họ cũng mơ tưởng về tương lai, họ luôn luôn ‘lo lắng để sống’ chứ không hề ý thức rõ rệt sự sống. Vì sống một cách u mê, không tỉnh thức như vậy nên khi chết thì họ cũng không thể làm chủ được hoàn cảnh khi ấy, dĩ nhiên họ sẽ hoàn toàn để nghiệp lực lôi kéo và trôi nổi trong sáu nẻo luân hồi". Lời giải thích này là một chìa khóa quan trọng đã rọi một tia sáng cho những người muốn tìm hiểu cuốn Tử Thư Tây Tạng. Người ta có thể coi nó là một Sinh Thư, sách hướng dẫn cho người sống, khuyên họ phải sống làm sao để khi chết có thể tự chủ, tỉnh thức để thoát luân hồi, hoặc người ta cũng có thể coi nó là một Tử Thư, sách hướng dẫn cho người chết biết cách tìm đến những cõi giới tốt lành, tránh đọa lạc vào ba đường ác là Ngạ quỷ, Địa ngục và Súc sinh.
Theo cuốn Tử Thư, vòng luân hồi có thể tạm chia ra làm bốn phần hay bốn giai đoạn như sau: Giai đoạn sống là khoảng thời gian từ khi sinh ra cho đến lúc chết đi, nói giản dị thì đó là một kiếp người. Giai đoạn chết là khoảng thời gian từ khi rời bỏ thể xác cho đến khi bước sang Cõi Sáng (Dharmata). Giai đoạn thứ ba là lúc sống trong Cõi Sáng, một khoảng thời gian rất đặc biệt khi thần thức được khai mở để kinh nghiệm chân tâm. Giai đoạn thứ tư là giai đoạn tái sinh, khoảng thời gian từ lúc chuẩn bị để tái sinh cho đến khi sinh ra.
Các danh sư Tây Tạng tin rằng trong lúc chuyển tiếp giữa hai giai đoạn, cơ hội để giải thoát hay để phá tung lưới sinh tử có thể thực hiện được. Đó chính là mật pháp của cuốn Tử Thư Tây Tạng hay sự giải thoát nhờ biết cách chuyển thần thức, không để bị nghiệp tiếp tục dẫn đi vào vòng sinh tử luân hồi. Trạng thái chuyển tiếp giữa hai giai đoạn là một cơ hội đặc biệt có thể được giải thích qua thí dụ sau: Thử tưởng tượng một người làm việc khó nhọc và xây dựng được một sự nghiệp lớn. Vì một biến cố chi đó mà chỉ trong giây phút bỗng nhiên anh mất hết tất cả: Nhà cửa, tài sản, vợ con, danh vọng, quyền thế. Hiển nhiên tâm hồn anh bị xúc động mạnh khiến anh chới với, hụt hẫng không biết phải làm gì. Ngay trong giây phút đó, tự nhiên anh bỗng cảm thấy như vừa trút bỏ được một gánh nặng, không phải khó nhọc, không phải lo lắng nữa. Cái cảm giác này chỉ tồn tại rất ngắn vì hiển nhiên bộ óc lý luận của anh sẽ làm việc ngay, nó sẽ thu xếp mọi sự để đi đến một kết luận về biến cố vừa xảy ra kia. Nó sẽ quy lỗi cho một nguyên nhân nào đó khiến anh cảm tức giận hay tuyệt vọng. Chính vì thói quen lý luận này mà anh bị lôi kéo vào một mê hồn trận khiến tâm hồn anh luôn luôn bị động, không còn tự chủ được nữa. Cái giây phút ngắn ngủi của sự tĩnh lặng thoảng đến trong lúc đầu, trước khi lý trí của anh hành động, chính là cơ hội ngàn vàng để anh có thể tránh được sự lôi kéo vào trạng thái bị động này. Cũng giống như giây phút "hốt nhiên chứng ngộ" của các vị thiên sư, đó là một khoảng trống mà một người biết sống trong tỉnh thức có thể sử dụng để kéo dài cái trạng thái tĩnh lặng đó, không để cho bộ óc lao xao đầy lý luận lôi kéo và chính đó là cơ hội mà sự giải thoát có thể xảy ra. Giai đoạn chuyển tiếp giữa sự sống và sự chết cũng như thế, chỉ một hơi thở đầy tỉnh thức mà một người công phu tu tập có thể phá tung lưới sinh tử, thoát vòng kiềm tỏa của nghiệp lực.
Nghiệp lực là sức mạnh của các thói quen xuất phát từ thân, khẩu và ý. Chúng sinh trải qua bao kiếp luân hồi đã tạo biết bao nhiêu nghiệp lành cũng như dữ, dưới hình thức của chủng tử này sẽ phát động. Nghiệp có thể chia làm hai loại: Tích lũy nghiệp, là nghiệp chất chứa từ lâu, tùy theo nhân duyên dần dần phát động, và Cận tử nghiệp phát động ngay trước khi chết. Thí dụ một người làm nhiều việc lành đáng kể nhưng trước khi chết lại gây ra một nghiệp ác và nghiệp quả này phát động ngay (Cận tử nghiệp) nên thay vì được hưởng các điều lành, người đó lại bị đọa lạc vào ba đường ác. Dĩ nhiên những nghiệp lành kia không hề mất nhưng tiềm ẩn và sau khi trả dứt nghiệp ác, người nọ sẽ hưởng các điều lành theo đúng nguyên tắc của luật nhân quả. Vì không ai biết nghiệp quả nào sẽ tạo tác trong giờ phút lâm chung nên sự tỉnh thức và tự chủ trước khi chết là một yếu tố hết sức quan trọng. Cuốn Tử Thư đã ghi rõ: "Tâm trạng của người chết sẽ quyết định cảnh giới nào mà người đó sẽ đến", do đó cuốn sách này đã dành hẳn ra một chương cho các nghi thức hướng dẫn người lúc hấp hối để họ có thể thoải mái, an lành khi bước vào thế giới bên kia.
Thế nào là sự giúp đỡ trên phương diện tinh thần? Theo các danh sư Tây Tạng, điều quý báu nhất một người có thể giúp cho người sắp từ trần là làm sao để họ không sợ hãi (vô uý thí). Trước khi có thể giúp cho người khác không sợ hãi thì chính người cho phải bình tỉnh, thoải mái và không sợ hãi đã. Điều này không đòi hỏi người cho phải làm những điều gì khác thường nhưng ít ra người đó phải có một lòng yêu thươnng chân thành và sự hiểu biết sáng suốt. Vì người sắp chết thường lo lắng, hốt hoảng, có thể nói năng hàm hồ, không sáng suốt do đó người đến an ủi phải biết cách lắng nghe, giữ yên lặng để cho người kia thổ lộ tâm can. Thông thường sau khi được nói một cách thoải mái, người sắp chết dần dần bình tĩnh và bày tỏ nỗi lo sợ, lòng nghi ngờ, các thắc mắt hay tâm trạng của họ đối với đời sống. Cuốn Tử Thư ghi nhận: "Đây là lúc các chủng tử chất chứa trong tàng thức bắt đầu phát động, các yếu tố của Cận tử nghiệp bắt đầu hiện hành, giống như một ngọn đèn sắp cạn dầu chỉ còn bùng lên một lúc trước khi tắt ngún…" Các danh sư Tây Tạng khuyên: "Hãy cố gắng giữ yên lặng, lắng nghe người sắp chết tâm sự, hãy mở rộng tâm hồn, tránh không phán đoán hay phản ứng vì không gì tai hại hơn sự phán đoán trong lúc này. Hãy đem hết tình thương truyền trao cho họ, khuyến khích họ giãi bày tâm sự và đừng quan trọng hóa những điều họ nói đó. Đôi khi vì những chủng tử xấu phát động mà người đó có thể nổi sân si, la hét mắn chửi, kêu gào vào những lúc bất ngờ nhất. Hãy tự chủ và biết rằng một người đang mất bình tĩnh, đang chịu đựng những nghiệp quả bất ngờ, không ý thức rõ rệt vì về hoàn cảnh lúc đó thật không đáng trách. Nhiều người vì quá thương xót đã lên tiếng khuyên giải nhưng sự kiện này có thể làm người sắp chết thêm giận dữ mà thôi. Sự yên lặng, chăm chú lắng nghe và không phản ứng là món quà quý giá nhất, vì hơn bao giờ hết, người sắp chết đang cần sự thông cảm và thương yêu. Đừng nghĩ rằng mình có thể cứu được người kia hay có thể làm được điều gì tốt hơn mà hãy giữ yên lặng vì chúng ta không biết rõ được tâm thức của người sắp chết khi đó ra sao". Để giữ bình tĩnh và lắng nghe, các vị thầy Tây Tạng đã chỉ dạy một phương pháp quán tưởng như sau: "Hãy giữ vững hơi thở cho thật đều, đừng xem người sắp chết như một người thân hay một người đang cần giúp đỡ mà hãy quán rằng họ là một vị Phật sắp thành. Vì tất cả chúng sinh đều có Phật tánh, hãy quán rằng họ là một vị Phật sắp thành có hào quang sáng chói, mọi sự đau khổ, kêu la than khóc của họ chỉ là một đám mây mù và trước sau sẽ tan ra khi ánh sáng của Phật tánh chiếu sáng. Nhờ phép quán đó mà người giúp đỡ sẽ khơi dậy mầm mống thương yêu nơi mình, bình tĩnh và hoàn tất việc yên lặng lắng nghe một cách hữu hiệu hơn".
Sự yên lặng, lắng nghe là bước đầu tiên trong việc giúp đỡ người sắp qua đời, nhưng nếu đã thành công trên phương diện này, người ta có thể đi vào bước thứ hai là việc làm khơi dậy các chủng tử thiện. Cuốn Tử Thư ghi nhận: "Trong tàng thức con người có đầy đủ mọi hạt giống thiện ác, xấu tốt và nếu biết khéo léo khơi dậy các chủng tử thiện, sẽ giúp cho người sắp chết tránh được các Cận tử nghiệp xấu xa". Khi người sắp chết thố lộ tâm sự, đừng chú ý tới những điều tội lỗi, xấu xa người đó đã làm mà chỉ nên đặc biệt chú trọng đến những điều người đó hãnh diện, thích thú, tự hào. Lúc lâm chung, ai cũng cảm thấy sợ hãi, lo sợ, hối hận hay tuyệt vọng, nhưng đôi khi họ cũng vô tình đề cập đến một điều gì tốt đẹp mà họ đã làm. Hãy khuyến khích hay nhắc nhở người đó khai triển đề tài này để cho thần thức của họ bớt mặc cảm sợ hãi, để họ thấy rằng cuộc đời của họ cũng có những lúc tốt đẹp, tươi sáng đem lại cho họ một hy vọng. Nếu họ chuyển qua những viêc vừa ý hơn điều bất như ý thì các chủng tử xấu xa, tội lỗi không có dịp phát động, nhường chỗ cho các chủng tử thiện và điều này có thể đem lại những kết quả tốt đẹp bất ngờ.
Theo cuốn Tử Thư, giây phút lâm chung hết sức quan trọng, có thể quyết định số phận và tương lai của người chết. Vào lúc đó, tất cả mọi chủng tử của nghiệp lực chất chứa trong tàng thức đều sẵn sàng phát động. Nếu ra đi với một tâm trạng an lành thoải mái, người quá cố sẽ dễ siêu thoát và tránh được ba đường ác (Địa ngục, Ngạ quỷ, Súc sinh), và ngược lại, bất cứ một biến cố gì xảy ra trong lúc đó khiến họ xúc động, phát động các tư tưởng quyến luyến, giận hờn thì hậu quả thật không biết đâu mà lường.
Cuốn Tử Thư ghi rõ: "Tâm trạng của con người lúc chết sẽ quyết định nơi chốn hay cảnh giới mà họ sẽ đến". Đó là một lý do người Tây Tạng chuẩn bị rất kỷ cho lúc lâm chung trong khi người Âu Mỹ, vì thiếu hiểu biết, đã hết sức bất cẩn vào những giờ phút quan trọng nhất. Đa số người hấp hối đều được đưa vào bệnh viện. Người ta cố gắng dùng những dụng cụ y khoa, những liều thuốc kích thích thật mạnh như một giải pháp cuối cùng để kéo dài thêm sự sống thay vì chấp nhận rằng đã đến lúc phải để người đó ra đi một cách an lành, thoải mái. Bác sĩ Melvin ghi nhận: "Người ta đã lạm dụng khoa học và kỹ thuật một cách vô ý thức, dường như việc kéo dài đời sống thêm dài giờ, vài phút là một điều mà người y sĩ phải thực hiện cho kỳ được. Tôi thấy người ta sử dụng các dụng cụ làm hồi tim bằng điện, các liều thuốc kích thích cực mạnh cho những người già yếu không thể kéo dài đời sống thêm bao lâu nữa. Dường như người y sĩ quan niệm rằng còn nước còn tát, dù thâm tâm họ biết rằng bệnh nhân đó khó sống quá vài giờ nữa. Sự gây bạo động trên thân thể người già bằng các dụng cụ y khoa, các thuốc men hóa học dĩ nhiên gây xáo trộn cho tâm lý người chết và tôi không hiểu tâm trạng của người đó lúc từ trần sẽ ra sao! Chắc chắn một người bị điện giật lung tung, bị dao kéo mổ khắp mình, bị chích đủ các loại thuốc không thể nào thoải mái hay bình tĩnh mà ra đi cho được". Linh mục Thomas Merton cũng cảnh cáo: "Phần lớn các quốc gia tân tiến đã bỏ nhiều tiền bạc và công sức để tìm các phương pháp kéo dài sự sống, dù chỉ trong vài giờ, vài ngày nhưng không hề chú ý đến việc giáo dục con người về ý nghĩa của đời sống hay giúp họ cách giáp mặt sự chết, điều mà không ai có thể tránh được. Phải chăng nền văn minh kỹ thuật càng tân tiến, người ta càng mất hết nhân tính?" Sự tiến bộ của khoa học đã tạo ra một vấn đề hết sức nan giải, đó là sự kéo dài đời sống qua các máy móc nhân tạo (Life support system). Liệu chúng ta có muốn cho người thân tiếp tục sống trong trạng thái vô tri, vô giác bởi các máy móc đó không? Ai có thẩm quyền rút những máy móc này ra để cho người chết có thể ra đi một cách thoải mái? Đây là một đề tài đang được bàn cãi sôi nổi nhưng chưa đi đến một kết luận nào. Trước khi đi xa hơn, chúng ta hãy theo dõi diễn tiến của sự chết.
Theo cuốn Tử Thư, tùy theo nghiệp quả (karma) mà đời sống mỗi người có một số phận hay thời gian nhất định. Sự chết xảy ra khi nghiệp quả đã trả xong, các nhân duyên đã hội đủ và đời sống chấm dứt như ngọn đèn hết dầu phải tắt. Tuy thế, thời gian của kiếp sống không hoàn toàn cố định mà có thể thay đổi, hoặc dài hơn hoặc ngắn hơn, tùy theo nhân duyên và thái độ của con người đối với cuộc sống. Một người biết thực hành các phương pháp thiền định, dưỡng sinh hay làm việc phúc đức có thể kéo dài thêm tuổi thơ, trái lại, một người không biết lo lắng cho thân và tâm, hay làm các điều ác thì có thể chết trước khi phận số đến. Người Tây Tạng tin rằng việc không ăn thịt cá, không sát sinh có thể kéo dài thêm đời sống, cứ bảy năm ăn chay có thể kéo dài tuổi thọ thêm một năm, hay việc phóng sinh chim cá có thể giúp người ta thoát khỏi các căn bệnh hiểm nghèo. Đây là một tin tưởng dựa trên luật nhân quả, giết hại sinh vật thì đời sống mình bị ngắn đi và phóng sinh hay giúp đỡ các sinh vật khác thì đời sống có thể tăng thêm.
Hiển nhiên đã sinh ra thì ai cũng phải chết, nhưng thái độ việc sinh ra hay lúc chết đi phản ảnh rõ rệt sự khác biệt giữa phong tục Tây Tạng và các quốc gia Tây phương. Sogyal Rinpoche, một danh sư Tây Tạng đã viết: "Trong khi người âu Mỹ chú trọng đến ngày sinh thì phong tục Tây Tạng lại chú trọng đến ngày chết. Người Âu Mỹ thích nói đến lúc sinh đứa bé khỏe mạnh ra sao, cân nặng bao nhiêu ký, giống cha hay giống mẹ và ăn mừng ngày sinh nhật. Trong khi đó, người Tây Tạng lại nói đến việc tổ tiên của mình đã chết như thế nào và kỷ niệm ngày giỗ rất trọng thể vì giá trị của một người không được đánh giá bằng danh vọng hay tài sản nhưng bằng đời sống nội tâm. Một cái chết phi thường hẳn biểu lộ một đời sống phong phú về nội tâm, và một người biết trước giờ chết, chuẩn bị dặn dò con cháu sẵn sàng, ngồi xếp bằng đọc kinh rồi thản nhiên trút hơi thở cuối cùng là một cái chết mà người Tây Tạng nào cũng muốn. Đôi khi sự ham muốn này đã tạo ra những sự kiện đáng tiếc như sau: Có một vị Lạt-ma nổi tiếng có rất đông đệ tử. Không hiểu ông nghĩ sao mà đoán trước được giờ chết. Ông công bố tin này cho học trò và chuẩn bị một cái chết rất thịnh soạn. Trong nhiều tuần lễ, đệ tử khắp nơi kéo về đây nghe dặn dò và chuẩn bị ăn mừng ngày thầy ra đi. Vị này ngồi bằng nhập thiền, học trò quây quần chung quanh chờ đợi nhưng mấy ngày trôi qua mà vị thầy vẫn không chết. Sau đó ngồi lâu đói bụng, ông này bèn gọi học trò mang cơm ra cho thầy ăn. Học trò thất vọng rủ nhau bỏ đi hết vì nghĩ rằng vị thầy thiếu kinh nghiệm tâm linh. Buổi lễ long trọng đó đã biến thành một vở bi hài kịch".
Theo cuốn Tử Thư, diễn tiến của sự chết có thể tạm chia ra làm hai giai đoạn: Giai đoạn tan rã của các phần tử vật chất và giai đoạn tan rã của các yếu tố tinh thần. Người Tây Tạng tinh rằng phần vật chất của con người được cấu tạo bởi Tứ Đại hay các yếu tố như Đất, Nước, Gió, Lửa. Khi các yếu tố này tan rã thì con người không thể sống được. Nhờ biết quan sát khí sắc hay khả năng hoạt động của các giác quan thay đổi như thế nào mà một vị thầy Tây Tạng có thể hướng dẫn được cho người chết. Sự chết xảy ra khi các phần tử vật chất khởi sự tan rẽ, bắt đầu bằng những giác quan. Người sắp chết có thể vẫn nghe được tiếng người nói nhưng không còn hiểu được ý nghĩa câu nói đó vì thính giác đã ngưng hoạt động. Họ không thể nhìn rõ các hình ảnh chung quanh, tất cả từ từ mờ nhạt không còn rõ rệt vì thị giác đã bắt đầu ngưng hoạt động. Cũng như thế, các giác quan như khứu giác, vị giác, xúc giác cũng ngưng hoạt động khiến người đó bước vào trạng thái mê man. Sau đó yếu tố Đất khởi sự tan ra, các bắp thịt trở nên rã rời, không thể chống đỡ được toàn thân, người hấp hối có cảm tưởng như mình đang bị một ngọn núi đè nặng lên toàn thân. Khi yếu tố Đất tan rã xong thì yếu tố nước khởi sự tan ra, các chất lỏng trong cơ thể không còn vận hành bình thường được nữa, nước mắt nước mũi tự nhiên trào ra, nhiệt độ trong người thay đổi nóng lạnh bất thường. Sau đó yếu tố Lửa bắt đầu tan rã, người chết tự nhiên thấy khát nước, chân tay trở nên lạnh ngắt và sau đó họ không còn tỉnh táo nữa. Khi yếu tố lửa tan rã hết thì yếu tố Gió bắt đầu tan rã, hơi thở người chết trở nên yếu dần và cuối cùng dứt hẳn. Đây là lúc người chết hoàn toàn hôn mê, không còn biết gì nữa. Đối với y khoa Tây phương thì tim ngừng đập, óc ngưng hoạt động là lúc người đó coi như đã chết, nhưng theo cuốn Tử Thư thì giai đoạn tan rã của các phần tử vật chất này mới chỉ là bắt đầu vì giai đoạn thứ hai, sự tan rã của các yếu tố tinh thần có hoàn tất thì người đó mới có thể coi là thực sự đã chết.
Vì yếu tố Gió hay hơi thở là yêu cầu tâm thức nối liền tâm và thân nên khi yếu tố này tan rã, nó sẽ ảnh hưởng vào các trạng thái tâm thức bên trong và sự tan rã của các yếu tố tinh thần bắt đầu xảy ra. Các tinh lực của con người khi đó từ từ rút theo các đường kinh mạch để hội tụ chung quanh trái tim, do đó dù đã chết, thân thể đã lạnh nhưng người ta thấy phần ngực người chết vẫn còn hơi nóng. Các yếu tố thuộc về lý trí nằm trên óc được di chuyển đến phần ngực, các yếu tố thuộc về tình cảm nằm ở dưới bụng cũng di chuyển lên phần ngực và khi hai yếu tố này gặp nhau ở kinh mạch nằm cạnh trái tim, một sự thay đổi lớn bắt đầu xảy ra. Các phần tử căn bản của bản ngã bắt đầu tan rã, khởi đầu bằng sự tan rã của ba yếu tố chính hay tam độc (Tham, Sân, Si) và khi ba yếu tố này ngưng hoạt động thì thần thức của con người trở nên minh mẫn hơn, họ sẽ ý thức mọi sự một cách rõ rệt vì nói theo cuốn Tử Thư "khi các yếu tố thuộc về bản ngã tan rã, khi không còn bị mây mù của vô minh chi phối nữa thì chân tâm bắt đầu hiển hiện". Đây là một giai đoạn hết sức quan trọng vì ý thức được chân tâm hay Phật tánh chính là cơ hội để giải thoát ra khỏi sinh tử luân hồi. Đối với người không tập luyện, không ý thức thì giai đoạn này chỉ là một tia chớp lóe sáng lên rồi tắt ngúm, nhưng với người thực hành thiền định sâu xa thì đây là cơ hội quý báu nhất vì họ có thể chuyển thần thức, trụ vào trạng thái này để giải thoát. Đó cũng là lý do đa số các danh sư Tây Tạng đều nhập thiền vào giây phút lâm chung. Họ hiểu biết rất rõ diễn tiến của sự chết và nhờ thâm cứu cuốn Tử Thư, như đã có sẵn một tấm bản đồ trong tay, họ biết cách tập trung ý chí vào các câu thần chú, các biểu tượng Mandala, các hình ảnh ghi giữ trong tâm. Mỗi khi một yếu tố tan rã, họ chuyển thần thức để tập trung tư tưởng vào một bài chú đặc biệt, một hình ảnh nhất định để lúc nào họ cũng ý thức được từng giây, từng phút của các diễn tiến xảy ra cho đến khi bản ngã tan hết, chân tâm tỏ rạng thì họ có thể tập trung mọi năng lực để hòa nhập vào cái trạng thái uyên nguyên bất động này.
Điều này thật ra cũng không khác với lời chỉ dẫn trong kinh A Di Đà vì một người chân thành cầu nguyện, vào phút lâm chung nếu niệm danh hiệu đức Phật A Di Đà được nhất tâm bất loạn thì họ có thể chuyển thần thức để bước vào cảnh giới Tịnh Độ.
Cuốn Tử Thư đã nói rất rõ về giai đoạn này như sau: "Chân như bản thể của mọi sự vật đều mở rộng ra, sáng chói như một bầu trời không một gợn mây, không gian trong suốt như pha lê và vầng rạng đông của chân tâm bắt đầu sáng tỏ". Danh từ "Sáng tỏ" (The dawn of luminosity) đã bị nhiều người hiểu lầm như một thứ ánh sáng nào đó. Theo đại sư Chogyam Trungpa thì khi chân tâm hiển hiện, tất cả mọi sự đều trở nên rõ ràng, không còn một chút tăm tối nào. Danh từ "Sáng tỏ" ở đây chỉ có ý nghĩa trừu tượng khác với tăm tối hay vô minh chứ không có nghĩa là người đó thấy được một thứ ánh sáng sáng chói như nhiều người lầm tưởng. Có người nói rằng đây là giai đoạn giác ngộ (Enlightenment) nhưng đại sư Chogyam Trungpa không đồng ý vì giác ngộ là một kinh nghiệm cá nhân, thấy được chân tâm chưa có nghĩa là giác ngộ mà còn phải hòa nhập và sống trọn vẹn trong đó nữa. Ông viết: "Con người trải qua vô thượng kiếp sống, đã chết đi sống lại không biết bao nhiêu lần, đã thấy được chân tâm bao nhiêu lần, nhưng đã mấy ai biết nắm lấy cơ hội để giải thoát này? Giáo pháp của đức Thế Tôn đã được giảng dạy từ bao ngàn năm nay, người có duyên được nghe, được học cũng nhiều nhưng đã mấy người biết áp dụng nó để phá tan núi sinh tử? Phải chăng tai tuy nghe, mắt tuy thấy nhưng vì không tỉnh thức, bị nghiệp lực chi phối nên họ không thể làm gì hơn là tiếp tục trôi nổi trong sinh tử luân hồi".
Dù có ý thức được chân tâm nhưng sự an trú vào đó lâu nay mau hoàn toàn tùy thuộc vào khả năng hay công phu của người đó. Có người kinh nghiệm được trạng thái này trong vòng vài giờ, vài ngày, vài tháng hay vài năm. Hiển nhiên nếu có thể an trú mãi mãi thì họ hoàn toàn giải thoát rồi, nhưng không mấy ai được như vậy. Dù chưa hoàn toàn nhưng kinh nghiệm được chân tâm là một kinh nghiệm tâm linh vô cùng quý báu, sau đó họ có thể chuyển thần thức để tái sinh vào những nơi chốn mà họ chọn lựa, đó là trường hợp các vị hóa thân. Đối với những người bình thường, khi yếu tố tinh thần tan rã hết thì họ sẽ tiếp đi trong một thời gian dài khoảng ba ngày và lúc đó các thói quen được lưu trữ trong tàng thức bắt đầu thu xếp để chuẩn bị cho giai đoạn sau hay giai đoạn sống trong Cõi Sáng (the luminous Bardo of Dharmata).
Theo cuốn Tử Thư, giai đoạn sống trong Cõi Sáng (Dharmata) là lúc tâm thức con người biến hiện rất tế nhị vì các yếu tố vật chất tan rã hết và chân tâm hiển hiện. Tiến sĩ David Bohn viết: "Khi vật chất tan rã thì nó chuyển qua hình thức năng lượng vì vật chất chính là các năng lượng đã đông đặc lại". Khi vật chất khởi sự tan rã, thần thức dường như bị tê liệt khiến con người có cảm tưởng như đang ở trong một căn hầm tăm tối, không ý thức được điều gì nhưng khi bước sang giai đoạn Cõi Sáng thì họ thấy mình lơ lửng trong một biển ánh sáng đặc biệt với các màu sáng huyền ảo. Đây là điều mà cuốn Tử Thư gọi là "lúc đêm chuyển qua ngày" hoăc "khi mặt trời chiếu sáng thì bóng tối tan dần và sự thật phô bày rõ rệt". Mặc dù cuốn sách này hẳn một phần quan trọng để nói về Cõi Sáng (the Bardo of Dharmata) nhưng đây là một phần rất khó hiểu, khó diễn tả nên thường được giải thích bằng nhiều cách khác nhau. Có lẽ chính vì thế, phần này đã tạo nhiều rắc rối, mâu thuẫn cho những người muốn tìm hiểu về nó, nhất là giới học giả Tây phương thường hay suy luận, phân tích một cách khoa học. Đa số những người này vì thiếu kinh nghiệm tâm linh nên đã giải thích cõi này một cách sai lạc như một "kinh nghiệm về ảo giác" và có nhiều ngộ nhận đáng tiếc.
Đức Đạt Lai Lạt Ma cho biết: "Chân lý có thể được diễn tả một cách tuyệt đối cũng như tương đối. Nếu một người có trình độ hiểu biết thâm sâu thì họ có thể kinh nghiệm ngay được sự tuyệt đối nhưng vì số người này rất ít, do đó các danh sư đã phải sử dụng các tỉ dụ các lối nói trừu tượng bóng bẩy, các hình ảnh biểu tượng, các thí dụ giản dị để diễn tả nhưng cũng vì thế mà nó chỉ có tính cách tương đối thôi. Sử dụng những gì tương đối để diễn tả điều tuyệt đối là việc rất khó nên người đọc cần hiểu rằng đó chỉ là những giai đoạn, những phần nhỏ rời rạc được góp nhặt lại để diễn tả những điều không thể diễn tả mà thôi. Người ta phải biết phân biệt, đừng lầm ngón chỉ Mặt Trăng với Mặt Trăng, đừng lầm những tỉ dụ bóng bẩy như những sự thật tuyệt đối".
Có nhiều người cho rằng đời sống ở cõi này rất thoải mái, sung sướng với những cảnh tương tự như cảnh giới ở cõi trần như người khác lại cho rằng khi bản ngã đã tan hết thì không còn chủ thể hay đối tượng nữa, tất cả đều là cái vô cùng, cái đồng nhất, vô phân biệt, mà đã vô phân biệt thì đâu còn có mình, có người nữa. Đại sư Chogyam Trungpa viết: "Đây không phải là sự cảm nhận hay kinh nghiệm, vì cảm nhận hay kinh nghiệm còn có sự phân biệt giữa chủ thể và đối tượng, đây chính là cái điều mà danh từ Phật giáo gọi là ‘Tâm vô phân biệt’ hay ‘Bất nhị".
Khi bước qua Cõi Sáng, giai đoạn đầu tiên là hồi quang phản chiếu hay là sự quan sát lại tất cả những diễn tiến đã xảy ra trong kiếp sống vừa qua một cách trung thực. Vì bản ngã đã tiêu tan hết, không còn thành kiến hay tham sân si, nên đây là một sự quán sát trung thực và chính xác nhất. Tuy nói là quan sát nhưng đây chỉ là một lối nói có tính cách tương đối vì theo các danh sư Tây Tạng, đây chỉ là một sự sắp xếp của định luật nhân quả, chuẩn bị các "nhân" cho kiếp sống tương lai. Giai đoạn thứ hai của sự sắp xếp này đã được người Tây Tạng sử dụng các hình ảnh, biểu tượng để diễn tả sự biến hiện của tâm thức từ trạng thái "Vô phân biệt" đến trạng thái "Phân biệt" hay từ "Bất nhị" chuyển qua "Nhị nguyên". Theo cuốn Tử Thư giai đoạn này kéo dài khoảng bảy ngày như sau:
Vào ngày đầu, có các tia sáng xoay vần, bầu trời hiện ra màu xanh dương và chính giữa có đức Phật Tỳ Lô Giá Na, tượng trưng cho sự thật tuyệt đối hay sự trong sạch vô biên, xuất hiện. Toàn thân Phật phát ra hào quang màu trắng chói sáng và gần đó có các hình ảnh của chư thiên với luồng ánh sáng mờ đục hơn cũng đồng thời xuất hiện. Vì các nghiệp lực của sân hận vẫn còn chất chứa trong tàng thức nên người ta thường không dám nhìn thẳng vào luồng ánh sáng xuất phát từ đứt Tỳ Lô Giá Na mà có ý hướng chuyển qua luồng ánh sáng của các chư thiên. Sân hận được giải thích như một hình thức tự vệ của bản ngã, nó không dám để cho "mình" tiêu dung vào luồng ánh sáng chói lọi kia mà quay đầu tìm qua lối khác, thoải mái hơn, dễ chịu hơn. Đây là giai đoạn đầu của sự thành lập hạt giống của bản ngã và cũng là động lực để vòng luân hồi tiếp tục chuyển động, thúc đẩy người ta đầu thai vào cảnh giới của chư thiên.
Vào ngày thứ hai có các tia sáng của thủy đại màu dễ chịu hơn. Đây là giai đoạn đầu của các động lực thúc giục người ta đầu thai vào cảnh giới A Tu La.
Vào ngày thứ sáu, có một cầu vồng năm sắc xuất hiện. Trong mỗi màu sắc lại có thế giới của một vị Phật đồng xuất hiện. Ngoài ra còn có các vị kim cang Hộ pháp và bốn mươi hai đấng thiên thể xuất hiện quanh đó như sẵn sàng tiếp dẫn người ta bước vào những thế giới tốt lành trang nghiêm thanh tịnh kia. Tuy nhiên các động năng của bản ngã cũng đồng thời trỗi dậy. Lòng sân hận, kêu căn, nghi kỵ, ngã mạn, tham lam khiến người ta sanh tâm sợ hãi không dám bước vào những cảnh giới ấy mà tìm cách tránh né và bỏ qua cơ hội có thể giải thoát. Ngay từ lúc đó, những luồng ánh sáng mờ đục bắt đầu chiếu sáng để hướng dẫn con người đi vào sáu nẻo luân hồi, và khởi sự từ lúc đó, những năng lực của vô minh bắt đầu tạo tác.
Vào ngày thứ bảy, sự sắp đặt của các hạt giống sinh tử đã gần như hoàn tất vào cái thế giới "Bất nhị" của tâm vô phân biệt đã chuyển thành những cặp nhị nguyên, đối đãi. Có hai cánh cửa được mở rộng trước mặt. Cánh cửa của sự hiểu biết (Trời) dẫn lên trên và cách cửa của sự không hiểu biết (Súc sinh) dẫn xuống dưới. Tuỳ theo nghiệp lực lôi cuốn mà người ta sẽ đi lên cao hay xuống thấp, hoặc bước vào ba đường lành (Trời, Người, A Tu La) hay ba đường ác (Địa ngục, Ngạ Quỷ, Súc Sinh). Sau đó, người ta bước vào giai đoạn thứ tư của vòng luân hồi hay giai đoạn chuẩn bị để tái sinh.
Theo các danh sư Tây Tạng, tất cả các hình ảnh nói trên không phải ở bên ngoài đến mà chỉ là sự phóng chiếu của tâm thức bên trong. Nằm sâu trong tâm thức là các năng lượng giải thoát biến hiện một cách tế nhị và phức tạp. Những năng lượng này vốn vẫn hiện hữu nhưng thường tiểm ẩn vì bị vô minh che phủ, hay nói một cách khác, vì bị các động lực của bản ngã như tham lam, sân hận, kiêu căng, ngã mạn, nghi kỵ che lấp nên người ta không thể ý thức được chúng. Chính vì không ý thức được chúng nên người ta tiếp tục bị nghiệp lực lôi kéo vào trong vòng sinh tử luân hồi, nói một cách khác, công phu tu hành diệt ngã, loại bỏ các thoái quen của Thân, Khẩu, Ý chính là một cách làm giải phóng các năng lượng giải thoát này. Một số học giả người Âu đã đặt câu hỏi: "Nếu người Tây Tạng nhìn thấy một vị Phật thì một người Âu, không cùng tôn giáo, sẽ thấy gì?" Sogyam Rinpoche, một danh sư Tây Tạng, đã trả lời: "Đây không phải là một kinh nghiệm hay một ảo ảnh mà là sự diễn tả bằng tỉ dụ, qua các biểu tượng về sự biến hiện mà người ta có thể giải thích bằng các hình ảnh khác nhau. Một người có đức tin vào Thiên chúa có thể sẽ nhìn thấy Thượng Đế, Đức Chúa, Đức Mẹ hoặc các đấng thiên thần. Vấn đề chính không phải là sự nhìn thấy gì ở chỗ ý thức rằng tất cả đều do tâm thức biến hiện. Tất cả mọi mầm mống thiện ác, tốt xấu đều ở tâm mà ra, tất cả đều do tâm đạo".
Theo đức Đạt Lai Lạt Ma, đối với một người bình thường, sự chết có thể chỉ là một giấc ngủ dài mà thôi. Mặc dù diễn tiến của sự chết đã được giải thích rất rõ rệt từ cuốn Tử Thư nhưng không ai cũng chịu tỉnh thức để theo dõi từng giây từng phút như thế. Phần lớn con người khi trút hơi thở cuối cùng chỉ thấy mình mê man trắng trong suốt và từ phương đông, đứt Phật Kim Cang A Súc Bệ, tượng trưng cho trí tệ viên mãn, xuất hiện. Toàn thân Ngài tỏa ra một thứ ánh sáng trong suốt, xuyên qua tất cả mọi vật nhưng gần đó có các hình ảnh lạ lùng, tương trưng cho cảnh giới địa ngục màu xám đục cũng đồng thời xuất hiện. Vị các nghiệp lực của si mê hay kiên chấp vẫn còn chất chứa trong tàng thức nên đa số không dám nhìn thẳng vào luồng ánh sáng trong suốt kia. Cái trí suy luận của bản ngã bắt đầu hành động, nó không dám đối đầu với sự thật bằng bản ngã hay ngũ uẩn vốn không có thật, mà tìm cách ẩn mình dưới lớp khói màu xám của vô minh. Đây là giai đoạn đầu của các động lực thúc đẩy người ta đầu thai vào cảnh giới địa ngục.
Vào ngày thứ ba, có các tia sáng của địa đại màu vàng xuất phát từ phương nam. Chính giữa luồng sáng đó có đức Bạt Già Phạm Bảo Sanh, tay cầm viên minh châu sáng chói. Từ viên ngọc phát xuất những tia sáng màu vàng tượng trưng cho tam thiên đại thiên thế giới, oai nghi, trang nghiêm không gì sánh. Gần đó có một lớp ánh sáng màu xanh đờ đục, tượng trưng cho cảnh giới của loài người cũng đồng thời xuất hiện. Vì các nghiệp lực của kiêu căng, hãnh diện, nghi kỵ vẫn còn chất chứa trong tàng thức nên đa số không dám nhìn thẳng vào lớp sáng màu vàng chói lọi kia. Cái lòng hãnh diện của bản ngã sẽ hành động, nó không muốn nhìn vào sự vinh quang, lớn lao, trang nghiêm đẹp đẽ trong thế giới của đức Bạt Già Phạm Bảo Sanh, mà cố gắng tìm cách ẩn mình vào lớp ánh sáng màu xanh đục. Đây là giai đoạn đầu của các đông lực thúc giục người ta đầu thai vào cảnh giới của loài người.
Vào ngày thứ tư, có các tia sáng của hỏa đại màu đỏ xuất phát từ phương tây. Chính giữa luồng ánh sáng đó có đức Phật A Di Đà, đứng trên tòa sen đang rộng hai tay tiếp dẫn. Luồng ánh sáng này chiếu soi khắp mười phương thế giới không chỗ nào không soi đến. Gần đó có một lớp ánh sáng màu nâu đục, tượng trưng cho cảnh giới của ngạ quỷ cũng đồng thời xuất hiện. Vì các nghiệp lực của ích kỷ, tham lam, lo tích lũy tài sản vẫn còn phát chứa trong tàng thức nên đa số không dám nhìn thẳng vào lớp ánh sáng chói lọi kia. Lòng tham lam của bản ngã sẽ hành động, nó không muốn bước vào sự vinh quang, đẹp đẽ của thế giới Cực Lạc kia mà cố gắng tìm cách ẩn mình vào lớp ánh sáng màu nâu đục. Đây là giai đoạn đầu của các động lực thúc giục người ta đầu thai vào cảnh giới của ngạ quỷ.
Vào ngày thứ năm, có các tia sáng của phong đại màu xanh xuất phát từ phương bắc. Chính giữa luống ánh sáng có đức Phật Bất Không Thành Tựu, tay cầm một cái chày kim cương hình chữ thập xuất hiện. Chung quanh có một lớp ánh sáng màu xanh thẫm, tượng trưng cho thế giới của A Tu La cũng đồng thời xuất hiện. Vì các nghiệp lực của ganh ghét, giận tức, tị hiềm, đố kỵ, do dự không nhất quyết còn chất chứa trong tàng thức nên đa số không dám nhìn thẳng vào lớp ánh sáng màu xanh chói lọi kia. Các động lực của lòng hãnh diện, ganh ghét, tị hiềm, đầy do dự của bản ngã sẽ hành động. Nó không muốn thấy có một cái gì tốt đẹp hơn, vinh quang hơn, đẹp đẽ hơn nó thay vì hòa nhập vào thế giới của đức Phật Bất Không Thành Tựu, nó lại tìm ẩn mình vào lớp ánh sáng màu xanh thẫm vốn rồi thiếp đi một lúc, sau đó họ dần dần tỉnh lại và thấy mình có thể chứng kiến tất cả mọi sự đã xảy ra trong cuộc đời (hồi quang phản chiếu). Vì khi đó bản ngã đã tan rã nên họ có thể chứng kiến rõ ràng mọi sự xảy ra đúng với sự thật chứ không còn bị các thành kiến chi phối nữa. Khi quan sát các diễn tiến này, họ sẽ ý thức được luật nhân quả đã hành động như thế nào, vì lý do gì mà sự kiện đã diễn ra như thế, và từ đó tâm trạng của họ nảy sinh những mong cầu, ao ước vốn là những hạt giống (nhân) để chuẩn bị cho sự tái sinh sau này. Sự thu xếp này hết sức phức tạp vì còn tùy theo những duyên nghiệp đã gây ra từ những kiếp trước. Chính những động năng này đã quyết định sự thành lập một bản ngã cho kiếp sống trong tương lai.
Tóm lại, chết không phải là hết vì nó là điều kiện tất yếu của một kiếp sống sắp đến. Khi các nhân duyên của kiếp này đã hội đủ, kiếp sống phải chấm dứt và sau đó có sự thu xếp, sắp đặt lại tùy theo các mong cầu, ao ước, tùy theo các duyên nghiệp đã tạo, làm nhân cho kiếp sống về sau. Đời sống kiếp trước tạo nhân cho đời sống ở kiếp sau, và kiếp sau là quả của kiếp trước, liên miên bất tận không chấm dứt, đó chính là căn bản của luật luân hồi nhân quả. Sở dĩ người ta đau khổ vì đã nhận thức sai lầm rằng sự vật vốn không thay đổi, cứ bám chặt lấy những ảo giác của vô minh, mong kéo dài đời sống để thỏa mãn dục vọng, tạo mãi những nghiệp lành dữ, và cứ thế trôi nổi trong luân hồi sinh tử.
Đối với đa số người Âu, chết là hết, là chấm dứt, là vĩnh viễn chia lìa. Sau khi cử hành tang lễ một cách long trọng, người sống cho rằng họ không thể làm gì hơn được nữa. Đây là một sự sai lầm đáng tiếc vì thiếu kiến thức và hiểu biết về thế giới bên kia. Đối với người Tây Tạng, việc chân thành cầu nguyện và hiểu biết cuốn Tử Thư để hướng dẫn người chết là một nghi thức quan trọng nhưng không phải ai cũng biết. Tuy nhiên người ta vẫn có thể làm được nhiều điều hữu ích mà không nhất thiết phải sử dụng đến cuốn Tử Thư.
Có nhiều cách giải thích về thời gian của giai đoạn từ khi chết cho đến lúc đầu thai như sau: Có người cho rằng một ngày ở bên cõi âm tương tự với bảy ngày ở cõi trần hay bảy ngày ở cõi âm tương ứng với bốn mươi chín ngày ở cõi trần. Do đó người ta phải cầu nguyện liên tiếp trong vòng bốn mươi chín ngày, nhất là trong ba tuần lễ đầu tiên khi thần thức người chết còn đang phân vân chưa biết chọn nơi chốn nào để đi. Đây cũng là giai đoạn mà sự liên hệ với thân quyến còn nặng nên thần thức người chết vẫn quanh quẩn bên những người thân, có thể nghe được, ý thức được lòng chân thành và sự hướng dẫn để biết đường mà đi đầu thai. Nếu không được hướng dẫn cẩn thận, thần thức mê muội dễ bị nghiệp lực chi phối hay bị các động lực bất hảo dẫn dắt đầu thai vào ba đường ác. Có người lại cho rằng cõi bên này có tất cả bảy tiến trình khác nhau, mỗi tiến trình dải bảy ngày, và tiếp theo tiến trình đầu như vừa diễn tả ở trên còn có những tiến trình khác. Thay vì gặp năm vị Phật thì người chết lại gặp năm vị ma vương, năm vị thiên thể, năm đấng thần linh.v.v..Tuy nhiên, dù giải thích theo quan niệm nào, thời gian khoảng bốn mươi chín ngày luôn luôn được coi là giai đoạn quan trọng nhất. Dĩ nhiên người ta không chỉ giới hạn việc cầu nguyện trong vòng bốn mươi chín ngày thôi mà còn phải tiếp tục cầu nguyện sau đó nữa. Hòa thượng Dudjom đã viết: "Giai đoạn bốn mươi chín ngày chỉ có ý nghĩa tương trưng thôi, có người sau khi từ trần chỉ ở cõi bên này một thời gian rất ngắn rồi đầu thai ngay và có những người khác cứ quanh quẩn bên cõi này cả trăm năm, có khi cả ngàn năm vẫn chưa chọn được nơi chốn đầu thai".
Một số họ giả người Âu cho rằng nghi thức đọc cuốn Tử Thư hướng dẫn người chết là vô lý vì người đã chết đâu thể nghe được nữa. Hòa thượng Chogyam Trungpa đã giải thích: "Hiển nhiên người quá cố không thể nghe bằng thính giác được nữa, nhưng họ vẫn ý thức được bằng thần thức (consciousness). Vì đây là sự theo dõi bằng tư tưởng nên dù người ta đọc bằng tiếng Tây Tạng hay bất cứ ngôn ngữ gì, người chết vẫn có thể hiểu được. Sự truyền đạt bằng tư tưởng này đòi hỏi sự chân thành. Có thành thật thì người khác mới cảm nhận được, và có cảm thì mới có ứng, do đó các nghi lễ có tính cách nặng phần trình diễn, thiếu thành thật, làm chỉ để cho xong, thật không có một ý nghĩa tốt đẹp gì hết". Một số người khác cho rằng khi chết, bản ngã đã tan ra hết thì đâu còn gì để nghe nữa. Hòa thượng Trungpa giải thích: "Không ai biết được người chết đang ở trong tình trạng hay giai đoạn nào. Nếu họ đang bước vào trạng thái kinh nghiệm chân tâm thì có thể họ không ý thức được bao nhiêu nhưng thông thường trạng thái này chỉ xảy ra trong một chớp mắt, sau đó các năng lượng thuộc bản ngã tan rã lại được sắp xếp theo các định luật nhân quả (thời gian ở Cõi Sáng và chuyển thần thức để đầu thai), do đó họ vẫn có thể ý thức rõ rệt những sự kiện xảy ra chung quanh được". Dĩ nhiên việc đọc cuốn Tử Thư hay đọc kinh cầu nguyện cho người chết còn có những ảnh hưởng khác thuộc vấn đề tư tưởng, thì chắc chắn có ảnh hưởng mà sự hiểu biết giới hạn không thể nghĩ bàn.
Theo cuốn Tử Thư, tâm trạng con người lúc từ trần hết sức quan trọng, việc sử dụng máy móc để kéo dài thêm đời sống chắc chắn sẽ gây khó khăn cho người chết. Dù cho người đó ở trong một tình trạng hôn mê (coma) nhưng thần thức của họ vẫn ý thức được mọi sự xảy ra chung quanh. Sự cố gắng kéo dài đời sống này có thể gây cho họ một sự bực bội, khó chịu, oán hận và chắc chắn họ không thể thoải mái, tự tại khi ra đi được. Bác sĩ Kubler Ross đã viết: "Thà để cho một người thoải mái trút hơi thở cuối cùng còn hơn để cho họ khổ sở sống một cách vô nghĩa bằng các phương tiện nhân tạo". Linh mục Thomas Merton cũng đã viết: "Sự sống không ra sống mà muốn chết cũng chẳng được vì các máy móc nhân tạo này chính là sự giam giữ con người trong ngục tù của thể xác". Nhưng làm sao được khi đa số mọi người ngày nay đều chết trong bệnh viện hoặc nhà dưỡng lão, dưới sự kiểm soát khắt khe của các y sĩ? Mà đa số y sĩ đều được giải bảo rằng "Bổn phận của người y sĩ là cứu sống bệnh nhân bằng bất cứ phương tiện nào và bằng mọi giá", do đó mới có thảm trạng mà bác sĩ Melvin Morse đã diễn tả: "Sự chết được ấn định bởi nhịp đập của tim, lượng oxygen trong máu, sự hoạt động của bộ óc nên khi tim ngưng đập thì người ta sử dụng điện để kích thích cho tim đập lại, khi oxygen trong máu giảm đi thì người ta sử dụng các phương pháp hô hấp nhân tạo hay các máy bơm dưỡng khí vào phổi, khi óc ngưng hoạt động thì người ta chích đủ các loại thuốc hóa học để kích thích bộ óc làm việc. Đa số bệnh nhân thường bị điện giật lung tung, toàn thân đầy những vết chích, thân thể bơm đủ tất cả các loại thuốc cho đến khi y sĩ thấy đủ và ngừng tay thì các trò này mới chấm dứt".
Vì chết là một điều có thể xảy ra bất ngờ, không phải ai cũng có thọ mệnh lâu dài nên sự chuẩn bị khi trong nhà có người chết là một việc hết sức quan trọng. Sogyal Rinpoche, một danh sư Tây Tạng, đã khuyên: "Khi tim ngưng đập thì người đó chưa hẳn đã chết, chỉ có phần vật chất đã ngưng hoạt động hay bắt đầu tan rã mà thôi. Vì phần tâm linh cần phải mất thêm một thời gian nữa mới tan rã (khoảng từ 8 đến 36 giờ), nên điều cần thiết là không nên di động đến thân thể người chết. Điều quan trọng nhất là phải tránh sự khóc lóc, ồn ào để thần thức người chết không bị quyến luyến hay đau khổ thêm. Hãy khởi sự tụng kinh cầu nguyện một cách chân thành và tránh các tiếng động ồn ào, náo nhiệt. Dĩ nhiên người chết không thể nghe được bằng các giác quan thông thường, nhưng vì phần tinh thần còn đang hoạt động nên thần thức của họ vẫn có thể cảm nhận được những sự ồn ào, náo nhiệt này mà sinh tâm bối rối, khó chịu hay sân hận. Dĩ nhiên tang gia nào cũng có bối rối, nhưng đừng vì thế mà bám vào các thói mê tín dị đoan hay lo chọn ngày giờ tốt, lo việc tùng ma chay mà quên đi những việc khác cần làm hơn. Người ta có thể đọc cuốn Tử Thư để hướng dẫn thần thức người chết nếu được huấn luyện về phương pháp này. Người ta cũng có thể niệm hồng danh đức Phật A Di Đà để cầu cho người chết được vãng sinh về cõi Tây Phương Cực Lạc. Người ta cũng có thể đọc kinh cầu nguyện của các tôn giáo, điều quan trọng nhất chính là sự chí tâm chí thành chứ không phải đọc tụng như một cái máy. Nên nhớ người chết có thể đọc rõ tư tưởng người sống và chắc chắn cảm được mọi sự thiếu thành thật, nếu có. Sự cầu nguyện rất có ích vì nó có thể giúp người quá cố bình tỉnh lại và cùng cầu nguyện theo. Khi tâm thức họ nhờ đọc kinh mà được sáng suốt, được an lạc thì chắc chắn thì họ sẽ được siêu thoát vào những đường lành. Nên tránh tất cả những việc sát sinh hay sử dụng các đồ ăn như thịt cá hay rượu vì những thứ này thướng thu hút những vong linh thấp thỏi, những loài ma quỷ đói khát tìm đến. Khi thần thức người chết còn đang dao động, chưa bình tĩnh thì sự tiếp xúc này không có ích lợi gì cả. Nên tránh các hình thức ma chay to lớn, linh đình hay các thủ tục phiền phức vì các luồng tư tưởng của đám đông thường phức tạp, lộn xộn, không giúp cho người chết được bao nhiêu. Hãy yêu cầu mọi người giữ yên lặng và chú tâm cầu nguyện một cách giản dị là tốt đẹp nhất. Sau khi chôn cất, hãy tiếp tục tụng kinh khuya sớm trong vòng bốn mươi chín ngày, nhất là trong ba tuần lễ đầu vì đây là giai đoạn quan trọng hơn cả, khi các sự sắp xếp nhân quả chưa ngã ngũ rõ rệt, khi người chết còn có thể tỉnh thức để hòa nhập vào các luồng ánh sáng để siêu thoát.